# Marquês de Alenquer
Marquês de Alenquer é um título nobiliárquico português criado em 13 de Outubro de 1616 pelo Rei Filipe II de Portugal, III de Espanha, em favor de D. Diogo da Silva e Mendonça. 
Um fidalgo a quem se atribuiu nacionalidade portuguesa mas que se encontrava profundamente espanholizado, o Marquês de Alenquer foi Vice-Rei de Portugal durante a União Ibérica entre 1617 e 1621, sendo bastante impopular e acabando demitido após a morte de Filipe II de Portugal.

## Marquês de Alenquer (1616)

### Titular
1. D. Diogo da Silva e Mendonça (1564–1630), Marquês de Alenquer em Portugal, Duque de Francavila e Conde de Salinas de Ribadeo em Espanha

### Armas
Escudo partido: I - Silva, de prata com leão rampante de púrpura, II - Mendonça, franchado (dividido em aspa): 1 e 4 - de verde, com banda de vermelho perfilada de ouro; 2 e 3 - de ouro, com as palavras "AVE MARIA" no 2 e "GRATIA PLENA" no 3.